# Paulina Rubio
Paulina Susana Rubio Dosamantes, més coneguda pel nom artístic de Paulina Rubio, (Ciutat de Mèxic, 17 de juny de 1971) és una cantant, empresària, model i actriu mexicana del gènere pop en castellà i anglès. Rubio ha venut 40 milions d'àlbums a tot el món.
És filha de Yolanda Sodi Miranda important actriu de Mèxic i Ernesto Pilares Miranda també important a Mèxic com a advocat; té un germà major que ella. En 2007 es va casar amb l'empresari espanyol Nicolás Vallejo-Nájera "Colate" de qui es va divorciar en febrer de 2012. El 14 de novembre de 2010 va donar a llum al seu primer fill a qui va anomenar Andrea Nicolás Vallejo Rubio.
Paulina Rubio va ser coneguda al seu país natal amb la banda musical infantil Timbiriche el 1981, i es va separar del grup el 1991, després d'haver gravat deu àlbums d'estudi. Als anys 90 va iniciar la seva carrera com a solista amb la companyia discogràfica EMI Music, amb qui va gravar quatre àlbums d'estudi. D'aquests, els dos primers La Chica Dorada (1992) i 24 Kilates (1993) la van col·locar com una de les cantant juvenils amb més èxit comercial al seu país natal. Les seves següents produccions, El Tiempo es oro (1995) i Planeta Paulina (1996) la van donar a conèixer en altres països d'Amèrica Llatina. Després d'un problema legal amb EMI Music, la cantant va rebutjar el contracte pagant una gran quantitat de diners pel mig.
Malgrat això, a la primera dècada del Segle XXI va obtenir un nou contracte amb el segell Universal Music Group. En aquesta nova etapa, la cantant va llançar la seva cinquena i sisena producció, Paulina (2000) i Border Girl (2002), amb els quals va tenir èxit comercial a Llatinoamèrica i en algunes parts d'Europa; el primer d'aquests discos li va atorgar premis, nominacions i vendes. Segons la Revista Billboard, el disc es va col·locar com l'àlbum llatí més venut als Estats Units el 2001 i va obtenir doble disc de diamant per més de 2.5 milions d'unitats venudes a tot el món.
Els seus àlbums successors, Pau-Latina (2004) i Ananda (2006) consolidaren internacionalment Paulina, marcant el seu èxit amb cada senzill publicat. Posteriorment, el seu novè àlbum, Gran City Pop (2009) va marcar diferència en portar un concepte més fresc, original i enfocar-se en una única visió, reflectint les experiències vitals i musicals de la cantant. El seu desè àlbum i últim fins avui Brava! (2011) va marcar el seu retorn a l'escena musical amb ritmes més dance-pop tipus Lady Gaga, Jennifer Lopez i Enrique Iglesias amb el productor RedOne.
Per la seva banda, alguns dels senzills que han marcat la seva carrera musical són "Mio", "Enamorada", "El último adios», «Y yo sigo aquí", "Don't Say Goodbye», «Baila Casanova", "Te quise tanto", "Ni una sola palabra", "Causa y Efecto", "Me gustas tanto" i el més recent "Boys Will Be Boys". De 35 senzills oficials, 14 d'aquests han assolit el top de les llistes de popularitat a Mèxic.
Paulina Rubio és considerada una de les celebritats llatines més influents.

## Discografia
| - 1992: La Chica Dorada (3.000.000 còpies venudes) - 1993: 24 kilates (2.000.000 còpies venudes) - 1995: El tiempo es oro (1.500.000 còpies venudes) - 1996: Planeta Paulina (2.000.000 còpies venudes) - 2000: Paulina (10.000.000 còpies venudes) - 2002: Border Girl (7.000.000 còpies venudes) - 2004: Pau-Latina (5.000.000 còpies venudes) - 2006: Ananda (3.000.000 còpies venudes) - 2009: Gran City Pop (2.000.000 còpies venudes) - 2011: Brava! (850.000 còpies venudes) - 1996: Hits Remixed - 2005: 40 Éxitos - 2007: The Remix - 2010: Lo Mejor de Paulina Rubio - 2013: Pau Factor - 1996: Paulina Rubio: MaxiSingle - 2001: Paulina en vivo - 2007: Ni una sola palabra EP - 2010: Gran City Pop: The Remixes - 2012: Brava! Reload (Europa) / Bravisima!' (América) | - 1992 - Mio - 1993 - Amor de mujer - 1993 - Sabor a miel - 1993 - Nieva, nieva - 1994 - El me engaño - 1994 - Asunto de dos - 1995 - Te daria mi vida - 1995 - Nada de ti - 1996 - Siempre tuya desde la raiz - 1997 - Solo por ti - 1997 - Enamorada - 2000 - Lo hare por ti - 2000 - El ultimo adios - 2000 - Y yo sigo aqui - 2001 - Yo no soy esa mujer - 2001 - Vive el verano - 2001 - Sexy dance - 2001 - Tal vez, Quizá - 2002 - Don't say goodbye /Si tu te vas - 2002 - The one you love / Todo mi amor - 2002 - 'll Be Right Here (Sexual Lover) - 2003 - Baila casanova - 2004 - Te quise tanto - 2004 - Algo tienes - 2004 - Dame otro tequila - 2005 - Mia - 2006 - Ni una sola palabra - 2007 - Nada puede cambiarme - 2007 - Ayudame - 2007 - Que me voy a quedar - 2009 - Causa y efecto - 2009 - Ni rosas, Ni juguetes - 2010 - Algo de ti - 2011 - Me gustas tanto - 2012 - Me voy - 2012 - Boys will be boys - 2012 - All around the world - 2015 - Mi nuevo vicio (amb Morat) - 2016 - Si te vas |